# Trichophthalma fortesi
Trichophthalma fortesi är en tvåvingeart som beskrevs av Paramonov 1953. Trichophthalma fortesi ingår i släktet Trichophthalma och familjen Nemestrinidae. Inga underarter finns listade i Catalogue of Life.